# Aeroportul Internațional Shaikh Zayed (Pakistan)
Aeroportul Internațional Shaikh Zayed (Pakistan) (IATA: RYK, ICAO: OPRK) este un aeroport din Punjab, Pakistan ce deservește zona Rahim Yar Khan⁠(d).
Situat la o altitudine de 83 m, aeroportul dispune de 1 pistă. Este operat de Pakistan Civil Aviation Authority⁠(d).

## Infrastructură

### Piste
Aeroportul dispune de o singură pistă. Pista are orientarea 01/19. 